# Ленин (пароход)
«Ленин» — грузо-пассажирский пароход типа «Пенза» был построен в Данциге в 1909 году по заказу «Добровольного флота». Первоначальное название — «Симбирскъ».
Погиб 27 июля 1941 года, подорвавшись на советской мине (по некоторым другим данным — был торпедирован подводной лодкой) южнее мыса Сарыч (южное окончание крымского побережья). Число погибших составило, по разным оценкам, от 650 до 2500 человек.

## История парохода
До 1920 года работал на линии между Владивостоком, Шанхаем, Нагасаки и Цуругой. В июне 1920 года арестован в порту Нагасаки и передан под контроль эмигрантского правления «Добровольного флота». В 1922 году возвращён СССР. В 1923 году переименован в «Ленин» (в честь В. И. Ленина).
В 1924 году корабль был переведён на Чёрное море, под управлением Совторгфлота обслуживал курортные маршруты, затем линию Одесса — Новороссийск.
В 1938 году пароход был передан под контроль Дальневосточного морского пароходства, но потерпел аварию вблизи Одессы и был направлен на ремонт и модернизацию.
В 1940 году «Ленин» был зачислен в состав Черноморского государственного морского пароходства.
27 июля 1941 года конвой из трёх транспортных судов — «Ленин», «Грузия» и «Ворошилов» — в сопровождении сторожевого катера СКА № 026 вышел из Севастополя. В районе мыса Сарыч «Ленин» подорвался на советском минном поле и через несколько минут затонул.
Шлюпки с «Ворошилова» спасли 208 человек, «Грузия» и сторожевой катер спасли около 300 человек. Число погибших неизвестно, приблизительно оценивается в 2500 человек.
12 августа 1941 года Военный трибунал Черноморского флота приговорил лоцмана «Ленина» лейтенанта И. И. Свистуна к высшей мере наказания — расстрелу, а старшего лейтенанта И. А. Штепенко к 8 годам тюремного заключения с отбытием наказания после войны.
18 августа 1992 года И. И. Свистун был реабилитирован посмертно.
Место гибели «Ленина» и его обломки на дне локализованы экспедицией Института археологии НАН Украины и американского исследователя Роберта Балларда на исследовательском корабле Endeavor в ходе поисков теплохода «Армения».

## Капитаны парохода
- Е. С. Гернет
- И. С. Борисенко (погиб 09.11.1941)[5]

## Однотипные суда
- «Пенза»